# Luis Pascual Dri

Kardinalswappen von Luis Pascual Dri

Luis Pascual Kardinal Dri OFMCap (* 17. April 1927 in Federación, Provinz Entre Ríos; † 30. Juni 2025 in Buenos Aires) war ein argentinischer römisch-katholischer Ordensgeistlicher und Beichtvater am Santuario di Nostra Signora di Pompei in Buenos Aires.

## Leben
Luis Pascual Dri wuchs in einer Familie auf, in der bis auf eines alle seine Geschwister in eine Ordensgemeinschaft eintraten. Er arbeitete als Kind in der Landwirtschaft seiner Familie mit und trat mit 11 Jahren in das Knabenseminar der Kapuziner ein. Hier besuchte er die Grund- und Oberschule, bevor er im Stadtteil Nuevo París von Montevideo in Uruguay in das Noviziat der Kapuziner eintrat. Die Einkleidung fand am 21. Februar 1945 statt; die ewige Profess legte er 1949 ab. Am 29. März 1952 empfing er in der Kathedrale von Montevideo durch Erzbischof Antonio María Barbieri OFMCap das Sakrament der Priesterweihe.
1953 wurde er Direktor des Knabenseminars in Carrasco und 1955 Direktor des Franziskanerseminars in Gálvez. 1959 wurde er Novizenmeister in Carrasco. 1961 absolvierte er in Europa eine Weiterbildung im Bereich der Novizenausbildung. Von 1962 bis 1974 war er Lehrer am Kolleg und Lyzeum Secco Illa de Uruguay. Bis 2007 war er vor allem in der Pfarrseelsorge tätig. Im Jahr 1976 war er zudem Novizenmeister in Minas. Seit 2007 lebte er im Heiligtum Nuestra Señora de Pompeya in Buenos Aires, an dem er ab 2000 drei Jahre lang als Pfarrer gedient hatte. Auch im Alter von 96 Jahren war er hier als Beichtvater gefragt.
Im Konsistorium vom 30. September 2023 nahm ihn Papst Franziskus als Kardinaldiakon mit der Titeldiakonie Sant’Angelo in Pescheria in das Kardinalskollegium auf. Aus gesundheitlichen Gründen nahm Dri nicht persönlich am Konsistorium teil. Er wurde auch vom Empfang der Bischofsweihe dispensiert. Aufgrund seines Alters von mehr als 80 Jahren war er beim Konklave 2025 nicht wahlberechtigt.
Er starb am 30. Juni 2025 im Alter von 98 Jahren in Buenos Aires.